# Maryam Namazie
Maryam Namazie (Perzisch: مریم نمازی) (Teheran, 1966) is een Iraanse secularistische mensenrechtenactiviste en communistische politica. Zij is woordvoerster van Iran Solidarity, One Law for All en de Council of Ex-Muslims of Britain.

## Biografie
Nadat de Iraanse Revolutie in 1979 resulteerde in de oprichting van de Islamitische Republiek, emigreerde Maryam Namazie met haar familie in 1980. Ze woonde achtereenvolgens in India, Groot-Brittannië en ten slotte de Verenigde Staten, waar ze op haar 17e ging studeren.

### Vluchtelingenwerk
Gespecialiseerd in internationale solidariteit werkte Namazie eerst met Ethiopische vluchtelingen in Soedan. Tijdens de islamistische staatsgreep in het land, werd haar clandestiene organisatie ter verdediging van de mensenrechten ontdekt en verboden. Terug in de Verenigde Staten werd zij in 1991 medeoprichtster van het Comité voor Humanitaire Hulp aan Iraanse Vluchtelingen (CHAIR). In 1994 werkte ze in de kampen van Iraanse vluchtelingen in Turkije en maakte een film over hun situatie. Namazie werd toen verkozen tot voorzitter van de Internationale Federatie van Iraanse Vluchtelingen met vestigingen in meer dan twintig landen. Ze heeft heel wat campagnes geleid, met name tegen de schendingen van de rechten van vluchtelingen in Turkije.

Als lid van het Centraal Comité van de Organisatie voor de Bevrijding van Vrouwen (Iran) is Namazie nauw betrokken bij de verdediging van vrouwenrechten en de strijd tegen "seksuele apartheid" in Iran. Namazie verzorgt uitzendingen via satelliet-tv in het Engels: TV International.

### Secularisme
Haar activiteiten voor secularisme hebben niet uitsluitend betrekking op haar geboorteland. Ook in Groot-Brittannië en Canada heeft ze campagne gevoerd. Ze heeft zich door haar artikelen en openbare verklaringen gespecialiseerd in het aan de kaak stellen van het cultuurrelativisme en de politieke islam. Deze activiteiten leverden haar in 2005 de "Secularist van het Jaar"-prijs op van de Britse National Secular Society (Nationale Seculiere Vereniging). Ze maakt ook deel uit van de twaalf ondertekenaars van het tijdens de Deense Cartoonrellen verspreide manifest "Samen tegen het nieuwe totalitarisme" met Ayaan Hirsi Ali, Shahla Shafiq, Caroline Fourest, Bernard-Henri Lévy, Irshad Manji, Mehdi Mozaffari, Taslima Nasreen, Salman Rushdie, Antoine Sfeir, Philippe Val en Ibn Warraq. Het manifest begint als volgt: "Na het overwinnen van het fascisme, nazisme en stalinisme staat de wereld nu voor een nieuwe totalitaire mondiale bedreiging: het islamisme." Naast de gebruikelijke haatmail van islamisten kreeg Namazie vooral positieve reacties volgens welke het manifest op het juiste moment kwam.
Nadat in januari 2007 door Mina Ahadi de Zentralrat der Ex-Muslime (Centrale Raad van Ex-Moslims) in Duitsland was opgericht, werd Namazie in juni medeoprichtster van de Council of Ex-Muslims of Britain (Raad van Ex-Moslims van Groot-Brittannië, CEMB) en was in september betrokken bij de oprichting van het Nederlandse tak: het Centraal Comité voor Ex-moslims, een initiatief van Ehsan Jami. De vertegenwoordigers van de drie ex-moslimraden tekenden samen de "Europese Verklaring van Tolerantie". De opkomende ex-moslimcomités werden door Europarlementariër Sophie in 't Veld omschreven als een "nieuwe renaissance"; Namazie zelf vergeleek het doorbreken van taboes en het 'uit de kast komen' van afvallige moslims met de homo-emancipatie.

In februari 2008 heeft de Quebecse editie van Elle Namazie en haar Duitse collega Ahadi gerangschikt onder de 45 "Vrouwen van het Jaar 2007" om hun rol bij de oprichting van de Centrale Raad van Ex-Moslims. Hoewel het Nederlands Comité voor Ex-moslims in 2008 weer werd opgeheven, zijn Britse en Duitse tak versterkt met een Franse afdeling: op initiatief van Walleed Al-Husseini werd de Conseil des ex-musulmans de France (Raad van ex-moslims van Frankrijk) op 6 juli 2013 opgericht, waarbij opnieuw Namazie betrokken was.

Namazie werd eind 2008 genoemd in Victims of Intimidation: Freedom of Speech within Europe's Muslim Communities, een rapport over zevenentwintig Europese publieke figuren met een islamitische achtergrond die tot voorwerp van terroristische aandacht zijn gemaakt op grond van wat zij zijn en wat zij hebben gezegd over bijvoorbeeld de islam, homoseksualiteit, geloofsbeleving of iets anders dat extremisten een doorn in het oog is.
In Groot-Brittannië bestaat al sinds 1982 een Shariaraad en mogen islamitische shariarechtbanken rechtspreken in familiezaken (echtscheiding, kindertoewijzing) en in allerlei handelszaken volgens de Arbitration Act van 1996. Namazie voert hiertegen campagne onder de naam One law for all ("Eén wet voor iedereen"). De sharia zijn volgens haar discriminerend en onrechtvaardig, vooral tegenover vrouwen en kinderen: "Rechten en rechtvaardigheid zijn bedoeld voor mensen, niet voor religies en culturen," zei Namazie. De actie werd gelanceerd op 10 december 2008 tijdens het zestigjarig bestaan van de Universele verklaring van de rechten van de mens.
Op 15 september 2010 tekende Namazie met 54 andere publieke figuren een in The Guardian gepubliceerde open brief, waarin zij samen hun weerstand tegen het staatsbezoek van paus Benedictus XVI aan Groot-Brittannië uitdrukten.
Bij de World Atheist Convention 2011 in Dublin was Namazie de hoofdspreekster: ze stelde onder meer dat er momenteel een "islamitische inquisitie" gaande is, dat het etiketteren van mensen en landen als in de eerste plaats zijnde 'moslim/islamitisch' de diversiteit van individuen en samenlevingen miskent en islamisten meer invloed geeft, dat mensenrechten niet westers maar universeel zijn en dat het woord "islamofobie" fout is omdat het geen vorm van racisme is en omdat angst voor de islam en verzet ertegen niet ongegrond is, maar zelfs noodzakelijk.
Na het gebaar van de Egyptische blogster Aliaa Elmahdy, die naakt poseerde om de islamisten uit te dagen, lanceerde Namazie in februari 2012 een kalender met foto's van naakte vrouwelijke activisten, waaronder de Oekraïense Alena Magela van de FEMEN-groep. Namazie zei: ""Islamisten en rechtsconservatieven zijn geobsedeerd door vrouwenlichamen. Ze willen ons monddood maken, dat we gesluierd en vastgebonden door het leven gaan. Naaktheid doorbreekt taboes, en is een belangrijke vorm van verzet." Ze noemde Ehmaldy's daad "een schreeuw tegen het islamisme" en "de ultieme verzetsdaad". Namazie benadrukt het verschil tussen 'gewone' moslims enerzijds, die bijvoorbeeld voor Malala Yousafzai opkomen, en islamisten anderzijds, die veel gevaarlijker zijn omdat zij een politieke beweging vormen die in sommige landen staatsmacht heeft verkregen. Dit onderscheidt de politieke islam van andere religies als het christendom, dat zij weliswaar ook slecht vindt, maar in de moderne tijd naar verhouding veel minder gewelddadig extremisme tegen bijvoorbeeld vrouwen kent.
Namazie distantieert zich met klem van extreemrechtse anti-islamitische groeperingen, die zij niet als bondgenoten maar eveneens als vijanden ziet.

### Partijpolitiek

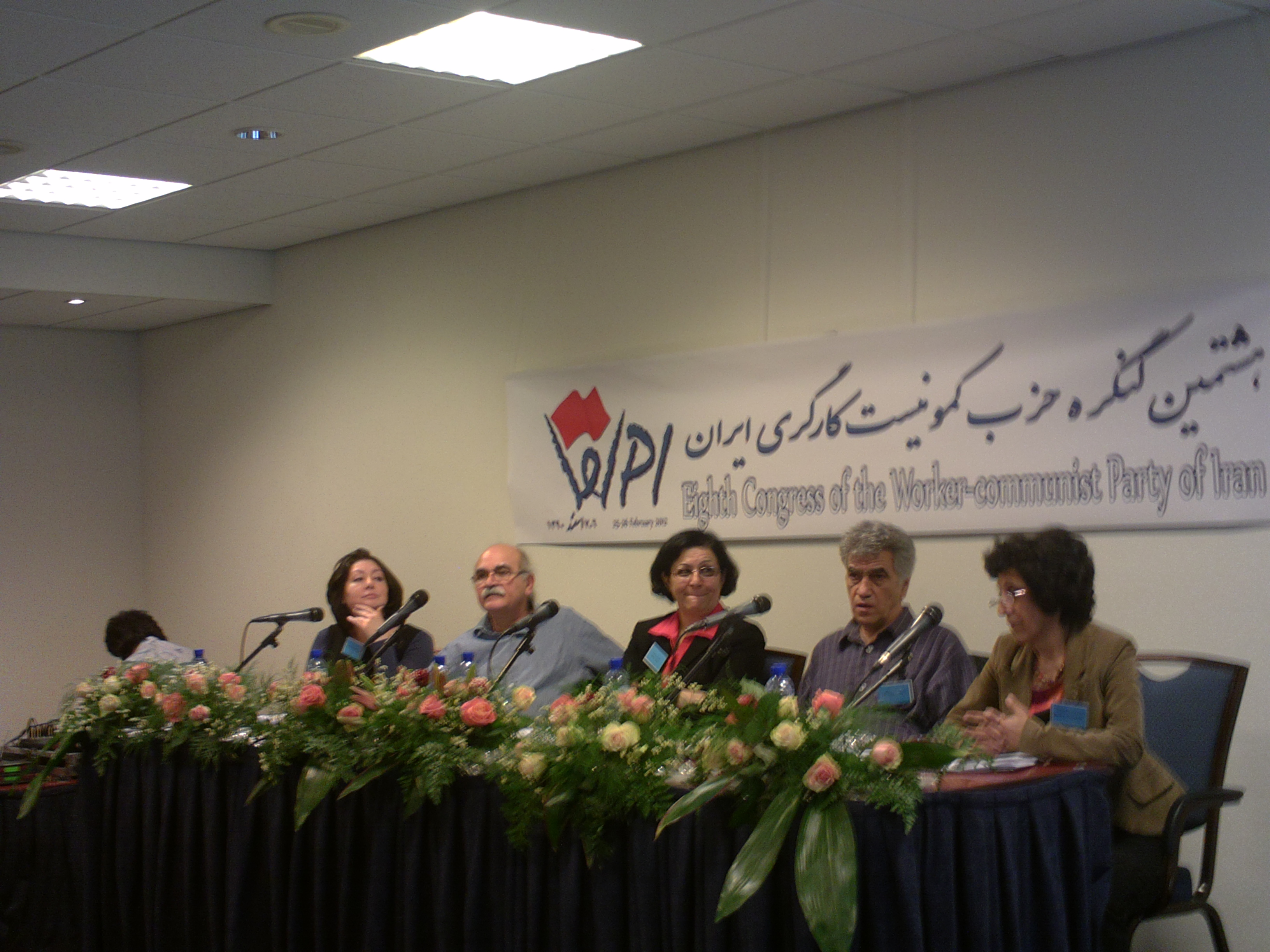
Namazie op het 8e WPI-congres (1e links).

Als redactrice van de uitgave Worker-communist Review (Arbeiderscommunistisch Revue) was Maryam Namazie lid van het politbureau van de Arbeiderscommunistische Partij van Iran. Ze verdedigt door het arbeiderscommunisme geïnspireerde ideeën, vooral van de Iraanse theoreticus Mansoor Hekmat.

## Werken
- Maryam Namazie, Sharia Law in Britain: A Threat to One Law for All and Equal Rights (2010). One Law For All.
- Adam Barnett & Maryam Namazie, Enemies Not Allies: The Far-Right (2011). One Law For All.
- Maryam Namazie, Nahla Mahmoud, Atoosa Khatiri e.a., Political and Legal Status of Apostates in Islam (2013). Council of Ex-Muslims of Britain.

## Documentaires
Namazie verscheen in de volgende documentairefilms:
- Onder Ongelovigen (2015), geregisseerd door Dorothée Forma, geproduceerd door HUMAN
- Islam's Non-Believers (2016), geregisseerd door Deeyah Khan, geproduceerd door Fuuse